# Vencedores do Prêmio Brasil Olímpico de 2005
O Prêmio Brasil Olímpico de 2005 foi a sétima edição da premiação dada pelo Comitê Olímpico Brasileiro aos melhores atletas do ano. 41 atletas foram premiados. Receberam homenagens também personalidades do mundo esportivo brasileiro, atletas paraolímpicos e o melhor técnico de 2004.

## Vencedores por modalidade
| - Atletismo: Jadel Gregório - Badminton: Renata Faustino da Silva - Basquete: Leandro Barbosa - Beisebol: Renan Issamu Sato - Boxe: Myke Carvalho - Canoagem Slalom: Gustavo Selbach - Canoagem Velocidade: Sebastian Cuattrin - Ciclismo Estrada: Murilo Antonio Fischer - Ciclismo Mountain Bike: Jaqueline Mourão - Ciclismo Pista: Janildes Fernandes da Silva - Esportes na Neve: Isabel Clark - Esportes no Gelo: Renato Mizoguchi - Esgrima: Renzo Agresta - Futebol: Ronaldo de Assis Moreira - Ginástica Rítmica: Ana Paula Norbim Pádua Ribeiro - Ginástica Artística: Laís da Silva Souza - Handebol: Idalina Mesquita - Hipismo Adestramento: Pia Aragão - Hipismo CCE: Raul Bernardo Nelson de Senna Neto - Hipismo Saltos: Rodrigo Pessoa - Hóquei: Juliana Gelbcke de Oliveira | - Judô: João Derly - Levantamento de Peso: Liliane Menezes Lacerda - Lutas: Rosângela Conceição - Natação: Kaio Márcio - Natação Sincronizada: Nayara Figueira - Pentatlo Moderno: Yane Marques - Pólo Aquático: Camila Hermeto Pedrosa - Remo: Fabiana Beltrame - Saltos Ornamentais: Juliana Veloso - Softbol: Priscila Yukari Okamoto - Taekwondo: Natália Falavigna - Tênis: Thiago Alves - Tênis de Mesa: Hugo Hoyama - Tiro com Arco: Leonardo Lacerda Carvalho - Tiro Esportivo: Roberta Luz Cabo - Trampolim Acrobático: Anna Paula Milazzo Chaves Fernandes - Triatlo: Carla Moreno - Vela: Robert Scheidt - Vôlei de Praia: Juliana Silva - Voleibol: Gilberto Godoy Filho |

## Outros prêmios

### Prêmio Personalidade Olímpica
- Robert Scheidt

### Troféu Hors Concours
- Ronaldinho Gaúcho e Clodoaldo Silva

### Troféu Esporte e Fair Play
- Instituto Ayrton Senna

### Troféu Adhemar Ferreira da Silva
- Agberto Guimarães (natação)

### Melhor atleta paraolímpico
- Masculino: Antonio Delfino
- Feminino: Ádria Santos

### Melhor técnico
- Oleg Ostapenko

### Melhores atletas do ano
- Masculino: João Derly
- Feminino: Natália Falavigna